# Борисово (Борисовский сельсовет, Вологодский район)
Борисово — деревня в Вологодском районе Вологодской области.
Входит в состав Кубенского сельского поселения (с 1 января 2006 года по 8 апреля 2009 года была центром Борисовского сельского поселения), с точки зрения административно-территориального деления — центр Борисовского сельсовета.
Расстояние до районного центра Вологды по автодороге — 41 км, до центра муниципального образования Кубенского по прямой — 11 км. Ближайшие населённые пункты — Посыкино, Турутино, Горка-Никольская, Филисово, Новое, Кольцеево.
По переписи 2002 года население — 304 человека (151 мужчина, 153 женщины). Преобладающая национальность — русские (97 %).